# Kupferberg
Kupferberg (en allemand : /ˈkʊp͡fɐˌbɛʁk/? Écouter [Fiche]) est une ville de Bavière (Allemagne), située dans l'arrondissement de Kulmbach, dans le district de Haute-Franconie. Avec environ 1050 habitants, c'est l'une des plus petites villes d'Allemagne.

## Histoire
En 1326, l'évêque de Bamberg Heinrich II von Sternberg accorde des droits de ville. À cette époque plus de 3000 personnes y vivent. Environ 1700 mineurs sont employés dans l'exploitation minière. À Kupferberg, la teneur en cuivre de 15 % extrait par tonne de minerai est toujours considérée comme l'une des plus élevées d'Europe. L'ancien bureau de l'évêché de Bamberg est transformé la sécularisation dans l'État de Bavière avec la Prusse. Au traité de Tilsit en 1807, avec la Principauté de Bayreuth, elle revient à la France. En 1810, elle fait partie du Royaume de Bavière. Au cours des réformes administratives en Bavière, la municipalité actuelle nait de l'édit municipal de 1818.
La chapelle Sebastian à Kupferberg est reconstruite en 1824. La ville appartient au district dissout de Stadtsteinach et est incorporé au district de Kulmbach le 1er juillet 1972 .

### Blason
|  | Kupferberg possède des armoiries dont l'origine et le blasonnement exact ne sont pas disponibles. |

## Lieux notables
- Musée minier Kupferberg

- Le Magnetberg Peterleinstein, haut de 589 mètres, entre Kupferberg et Marktleugast, dépasse de la forêt. La montagne est composée de serpentinite verdâtre, une roche très basique qui ne supporte qu'une végétation clairsemée et qui est magnétique[2].